# Lucien Grimaud
Pour les articles homonymes, voir Grimaud.
Lucien Elysée Jean Grimaud (*11 novembre 1909 à Aubagne, †26 avril 1993 ibidem) est un journaliste et écrivain français, par ailleurs Premier adjoint au maire (PCF) d'Aubagne de 1965 à 1977.

## Biographie
Lucien Grimaud naît dans la maison de ses parents située 2, cours Barthélemy dans le centre d'Aubagne. Dans cette même artère a vécu la famille Joseph Pagnol, dont le fils, Marcel Pagnol (1895-1974), né  au numéro 16, et avec lequel Lucien Grimaud entretiendra plus tard une relation amicale, comme avec Francis Rimbaud.
Lucien Grimaud perd ses parents très jeune : sa mère Marguerite Chabot, meurt à le 28 mars 1914 à l'âge de 25 ans, et son père, Henri Grimaud, employé de commerce, meurt à Aubagne (Bouches-du-Rhône) le 13 septembre 1918.
Lucien Grimaud est le petit-fils de Louis Marius Valentin Grimaud (1864-1937) et d'Alexandrine Castan (1869-1940), tenanciers du Bar des Glaces à Aubagne. Ses ancêtres sont originaires de Roquevaire (13) notamment par Hugues Grimaud qui  y épousa Catherine Tremelat le 16 février 1689. 
Après des études au lycée Saint-Charles de Marseille, Lucien Grimaud entrera au Petit Marseillais où il deviendra typographe. Il commencera sa carrière de journaliste auprès de Marseille Soir, édition locale du journal Le Soir, et à la Libération il deviendra secrétaire adjoint de Midi sports avant de devenir reporter pour le quotidien régional La Marseillaise à la création duquel il a contribué par le biais de son engagement dans la Résistance. En 1949, il est également le correspondant particulier du quotidien Ce soir, chargé notamment du suivi du Tour de France.
Lucien Grimaud est élu Conseiller municipal de la ville d'Aubagne de 1945 à 1965 et Premier adjoint au maire (PCF) de 1965 à 1977.
En 1973, il recevra la médaille de la reconnaissance du Tour de France, épreuve sportive qu'il avait couverte de 1947 à 1962 en tant que reporter sportif. 
Pour mémoire, le Petit Monde 
En 1974, après la mort de Marcel Pagnol, avec Georges Berni et les santonniers d’Aubagne, il crée le Kiosque abritant les quelque 200 santons du Petit Monde de Marcel Pagnol érigé en hommage à l’académicien.

### Famille
Marié en mars 1940 avec Simone Cayol, Lucien Grimaud est le père de trois enfants : 
1°) Nicole (née en 1941), épouse d'Aldo Bernado, mère de Stéphanie (1964), elle-même mère de Franka (2004).
2°) Alex (1948-1949).
3°) Floryse (née en 1950), épouse de François Robichon, mère de Juliette (1989) et de Nicolas (1993).

## Principaux livres
- Histoires d'Aubagne, préface de Marcel Pagnol, illustrations de Francis Rimbaud, éd. Louis Lartigot, 1973.
- Aubagne hier et aujourd'hui, éd. Louis Lartigot, 1978.
- Cent Ans d'Aubagne, éd. Saint-Lambert, 1980.
- La Grande Histoire de l'O.M., avec Alain Pécheral, Robert Laffont, 1984.
- Les Visiteurs célèbres d'Aubagne, éd. Louis Lartigot, 1989.

## Postérité
- Une place de la ville d'Aubagne porte son nom.
- Dans son ouvrage Dans le miroir des livres Jean-Luc Pouliquen évoque aux pages 33,34 et 38 le souvenir de Lucien Grimaud. Il lui a également rendu hommage dans son livre Boulevard Frédéric Mistral (pages 58 à 65).